# Générations des avions de combat

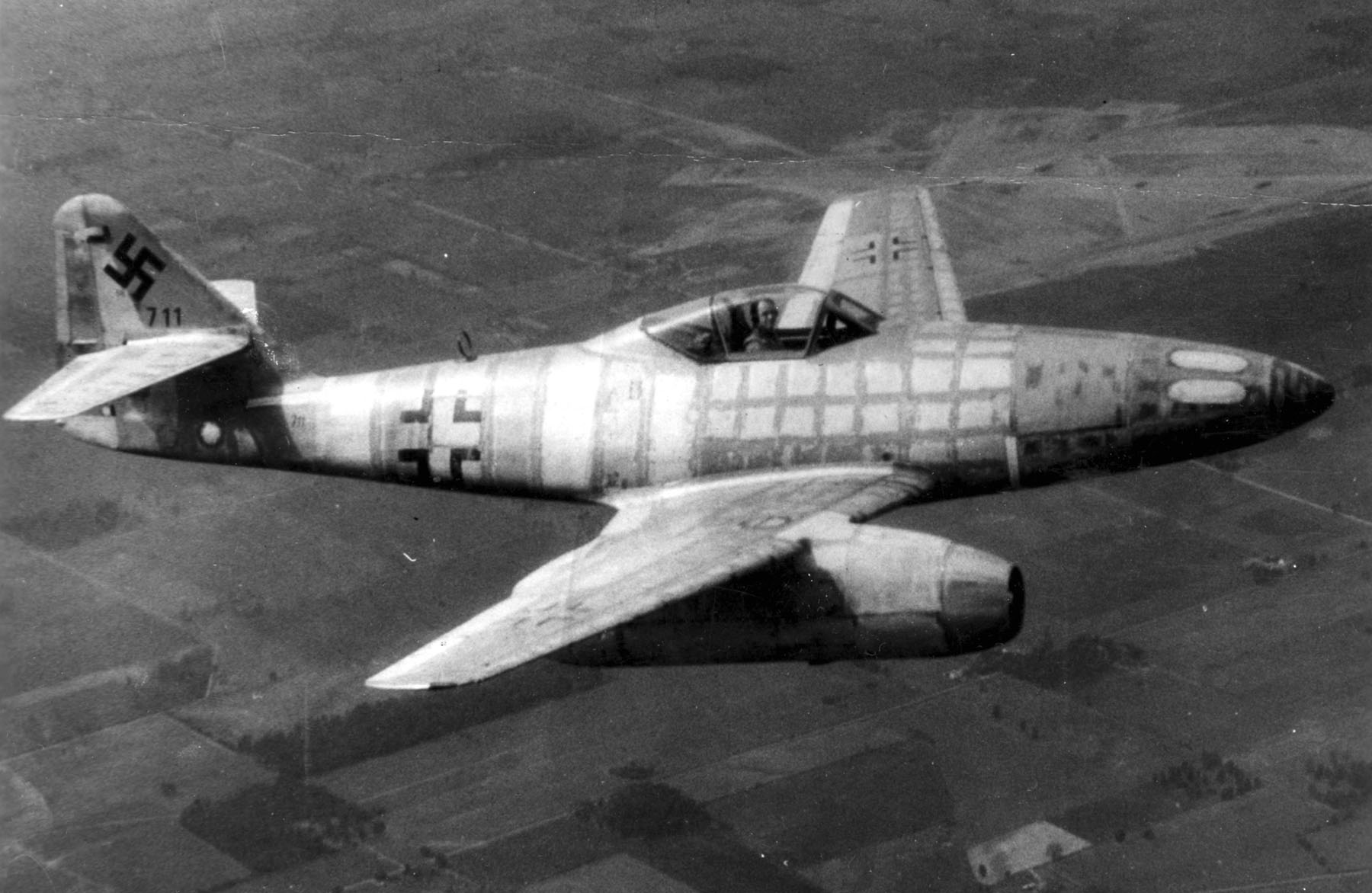
Exemple de premier avion à réaction : Messerschmitt Me 262 Schwable

Les avions de combat à réaction sont souvent classés, chronologiquement et techniquement, en différentes « générations ». Le terme de « générations » est apparu en premier dans les années 1990, selon le Bulletin du Centre de Développement de la puissance aérienne de la Force aérienne royale australienne : « pour donner un sens aux améliorations à saute-mouton des performances des avions de chasse à réaction, par des avancées majeures dans la conception des aéronefs, de l'avionique et des systèmes d'armes » et qui propose qu'un « saut de génération dans les avions de chasse à réaction se produit lorsque l'innovation technologique ne peut être incorporée dans un appareil existant par le biais de mises à niveau et de rénovations ».
Lockheed Martin a appliqué le terme de « cinquième génération » pour ses avions F-22 et F-35, pour signifier que la concurrence n'est pas en mesure d'offrir les mêmes niveaux de performance. Cette classification fut discutée par Eurofighter et par Boeing BDS/IDS à propos de l'offre destinée à remplacer les avions de combat des Forces Canadiennes. Bill Sweetman de Aviation Week a noté qu'en 2005 Lockheed Martin avait « étiqueté le F-35 chasseur de « cinquième génération », terme qu'il avait emprunté à la Russie en 2004 pour décrire le F-22 », et propose qu'en raison de son approche à faible coût dans l'ère post–guerre froide le Saab Gripen devrait être considéré comme un chasseur de sixième génération. Cette terminologie de marketing a fait son chemin jusqu'aux déclarations des politiciens australiens.

## Définitions des générations

### Richard P. Hallion
En 1990, l'historien de l'USAF Richard P. Hallion a proposé la classification suivante :
1. Haut subsonique (1943-50) : « peu de différence aérodynamique par rapport à la dernière génération de chasseurs à hélice ; turboréacteurs de première et de deuxième génération, construction bois, tissu et tout en métal, viseurs optiques, aile et dérive verticale droites ; systèmes de commandes de vol mécaniques, sièges éjectables primaires - Mach 0,75-0,85 ». Appareils typiques de cette génération : Me 262, Gloster Meteor, P-80, DH Vampire, Yak-15, MiG-9, Saab 21R, F-84 Thunderjet, F9F Panther, Dassault Ouragan, DH Venom.
2. Transsonique (1947-55) : « Turboréacteurs de deuxième génération ; viseurs par radar ; ailes en flèche ; stabilisateurs horizontaux généralement réglables ; systèmes de commande de vol hydromécanique primaires ; vitesse maximale : Mach 0,90-1,05 ». Appareils typiques de cette génération : F-86, F-84 Thunderstreak, F9F Cougar, MiG-15, MiG-17, Hawker Hunter, Dassault Mystère IV.
3. Supersonique primaire (1953-60) : « Ailes en flèche, stabilisateurs de queues mobiles, viseurs radar, introduction dans l'armement de missiles air-air ; turboréacteurs de troisième génération ; technologie primaire d'augmentation de la stabilité ; généralement adaptable à la fois pour les missions air-air et air-sol ; vitesse maximale : Mach 1,3 ». Appareils typiques de cette génération : MiG-19, Dassault Super Mystère B2, F-100, F8U Crusader.
4. Supersonique (à rôle limité) (1955-70) : « aérodynamique supersonique, en particulier en zone réglementée, turboréacteurs de quatrième génération, radar de recherche et de conduite de tir ; dépendance excessive à l'égard des missiles air-air reposant sur des attentes irréalistes ; vitesse maximale : Mach 2 ». Appareils typiques de cette génération : F-104, English Electric Lightning, versions initiales des MiG-21 et Mirage III.
5. Supersonique (multi-rôle ou polyvalent) (1958-80) : « Conception aérodynamique supersonique affinée, y compris canards et ailes à géométrie (flèche) variable, propulseurs de quatrième et de cinquième génération, stabilité accrue, armement mixte canon-missile air-air (AAM) ; radar de suivi de terrain pour le vol à basse altitude à grande vitesse, radar de recherche et de conduite de tir, capteurs infrarouges, écrans tête haute (HUD), télémètre et viseur laser ; large gamme de missiles air-sol, bombes et roquettes, y compris munitions à guidage de précision ; vitesse maximale : Mach 1,4-2,5 ». Appareils typiques de cette génération : F-105, F-4, dernières versions des MiG-21 et Mirage III, F-5, F-111, Mirage V, Su-24, MiG-23, MiG-27, SEPECAT Jaguar, Mirage F1, Kfir.
6. Supersonique multi-rôle à haute efficacité (et performance) (1974-présent) : « Combinaison des caractéristiques des avions de combat de la cinquième génération avec les progrès de la propulsion, du radar (détection et suivi simultané multi-cible, technologie veille et tir vers le bas), capteur et technologie électronique de commande de vol pour produire des aéronefs hautement manœuvrables et hautement agiles qui peuvent assurer des missions air-air et air-sol ; moteurs à turbine de cinquième ou de sixième génération et rapports de poussée sur poids supérieurs à un ; capacité à atteindre des vitesses supersoniques sans postcombustion (régime de super-croisière), vol à haut facteur de G maintenu et capacité de contrôle inférieure à 70 nœuds à des angles d'attaque supérieurs à 70 degrés ; haute efficacité énergétique ; armement mixte de canon et de missiles couplé à divers armements air-sol ; vitesse maximale : Mach 1,8-2,5 ». Appareils typiques de cette génération : F-14, F-15, F-16, F-18, Mirage 2000, Panavia Tornado, MiG-29, Su-27.

### Aerospaceweb
En 2004, le site Aerospaceweb a noté que la classification par générations, « semble être d'abord apparue en Russie au milieu des années 1990 lorsque les autorités militaires ont planifié un concurrent du JSF américain et ont proposé la classification suivante des générations» :
1. De 1945 à 1955, semblables en capacité aux chasseurs à motopropulseurs à explosions, poussée limitée des premiers moteurs à réaction, subsoniques, radars rares, armement classique ou conventionnel (canons, bombes, roquettes) : Me 262, F-86, MiG-15, etc.
2. De 1955 à 1960, supersonique en palier, radar, premiers missiles air-air : F-102, F-104, F-105, F-106, MiG-19, MiG-21, Gloster Javelin, Dassault Mirage III, Saab Draken
3. De 1960 à 1970, chasseurs-bombardiers multi-rôle (polyvalents) : F-4, F-5, F-8, MiG-23, MiG-25, Mig-27, Su-15, Su-17/20/22, British Aerospace Harrier, Mirage F1, Super Étendard, J-8II, Yak-38
4. De 1970 à 1990, accent mis sur la maniabilité plutôt que sur la vitesse : F-14, F-15, F-16, F-18, AV-8B, MiG-29, MiG-31, Su-27, Su-33, Yak-141, Panavia Tornado, Mirage 2000, Viggen, Mitsubishi F-2, AIDC Ching-Kuo, Chengdu J-10, HAL LCA
4.5. De 1990 à 2000, amélioration des capacités, avionique de pointe, caractéristiques limitées de technologie furtive : F-18E/F, Su-30, Su-34, Su-35, MiG-35, Eurofighter Typhoon, Saab Gripen, Dassault Rafale
5. Années 2000, avionique intégrée avancée, techniques avancées de furtivité : F-22, F-35, Su-57, Chengdu J-20

### Air Force Magazine
En 2009, Air Force Magazine a également défini les générations d'avions de combat et en a proposé une sixième :
1. Propulsion par réaction : F-80, Me 262
2. Ailes en flèche ; Radar longue portée; missiles infrarouge : F-86, MiG-15
3. Supersonique, radar à impulsion, missiles à portée au-delà du champ visuel : chasseurs de la série 100, F-105, F-4, MiG-17, MiG-21
4. Radar Doppler pulsé ; haute maniabilité ; missiles à tir vers le bas : F-15, F-16, Mirage 2000, MiG-29.
4+. Haute agilité; capteurs combinés ; surface équivalente radar réduite : Eurofighter Typhoon, Su-30, F/A-18E/F
4++. Radar à antenne active, poursuite de la réduction de signatures ou technologie de furtivité active, capacités de supercroisière : Rafale, Su-35, F-15SE Silent Eagle
5. Furtivité tous aspects avec baies d'armement internes, agilité extrême, capteurs pleinement combinés, avionique intégrée, capacités partielles ou totale de supercroisière supersonique : F-22, F-35, Su-57
6. Extrêmement furtif, capacité de morphing, revêtement de fuselage intelligent, intégration en réseau, capteurs extrêmement sensibles, pilotage manuel en option, armes à énergie dirigée.
La cinquième génération a été élargie au PAK FA et au Chengdu J-20 par le site web auto-produit The Aviationist

### Jim Winchester
Jim Winchester, dans un livre publié en 2011 par Le Rosen Publishing Group, a proposé les définitions suivantes:
1. 1942-1950. à partir de la seconde Guerre Mondiale à la Guerre de corée, de construction similaire à leur hélice, de chasse, de 1re et 2e génération turboréacteurs : Me 262, Gloster Meteor, MiG 15, F-86
2. 1950-1965. à bord radar, infrarouge homing missiles
3. 1965-1975. regardez-tir vers le bas, RF air-air missiles, Terrain de sensibilisation et de systèmes d'alerte, de l'Air à la surface de missiles avec de l'électro-optique de l'orientation (par exemple, AGM-65 Maverick), bombes à guidage laser : F-4
4. La période 1975-2005. détendu stabilité par fly-by-wire, ordinateurs numériques, Active electronically scanned array, Infra-rouge, de la recherche et de la piste : F-14, F-15, F-16, F-18
4+, 4++. 1986- haute capacité de liaison de données
5. 2005-2025. réduite radar cross section (chinois au lieu de la norme de pointe, d'extensions ou de canards, interne baies d'armement), matériaux composites, commercial off-the-shelf processeurs, vue consolidée de l'espace de bataille, faible observables des liaisons de données.

### Classification du Bulletin du Centre de Développement de la Puissance aérienne
Le Bulletin du Centre de Développement de la Puissance aérienne de la Royal Australian Air Force  a proposé une classification en 2012:
1. milieu des années 1940 au milieu des années 1950. subsonique, pas de radars ou de l'auto-protection des contre-mesures, non guidées, des bombes et de roquettes non guidées, pas de post-combustion : F-86, MiG-15, MiG-17
2. milieu des années 1950 au début des années 1960. air-air radar semi-actif guidée et infrarouge missiles, les récepteurs d'alerte radar, supersonique en palier : F-104, F-5, MiG-19, MiG-21
3. au début des années 1960 à 1970. chasseur multi-rôle, radar de surveillance et de tir vers le bas, hors de l'alésage de vue de ciblage, radar semi-actif homing missiles, au-delà de la portée visuelle : MiG-23, F-4, Mirage III
4. 1970 à la fin des années 1980. les afficheurs tête haute, fly-by-wire, Swing-rôle des combattants : MiG-29, Su-27, F/A-18, F-15, F-16, Mirage 2000
4.5. fin des années 1980 dans les années 90. (la moitié de la production provenant d'une réduction des dépenses militaires) technologie furtive, Matériau absorbant les ondes émises par les radars, poussée vectorielle, radar à antenne active, Réseau de Guerre, multirole missions : F/A-18E/F, F-15SE, l'Eurofighter Typhoon, le Saab Gripen, Dassault Rafale
5. 2005 - la technologie furtive, multispectrale capteurs en réseau : le F-22, F-35, le PAK-FA, Chengdu J-20

## En comparant les catégorisations
Le tableau suivant compare les différentes catégories, selon l'époque et la fonctionnalité de la touche.
| generation | Hallion | Aerospaceweb                                                                                         | Air Force Magazine                                                    | Air Power Development Centre                                                                 |
| ---------- | --- | --- | --------------------------------------------------------------------- | -------------------------------------------------------------------------------------------- |
| 1          | High subsonic (1943–50) : Me 262, P-80                                                                             | 1945 to 1955 : Subsonic, Me 262, F-86, MiG-15                                                        | Jet propulsion : P-80, Me 262                                         | ~1945-~55 : subsonic, F-86, MiG-15, MiG-17                                                   |
| 2          | Transonic (1947–55) : F-86, MiG-15/MiG-17                                                                          | 1955 to 1960, supersonic : F-102, F-104, F-105, F-106, F-8, MiG-19, MiG-21, Mirage III               | IR missiles : F-86, MiG-15                                            | ~1955-~60 : supersonic, F-104, F-5, MiG-19, MiG-21                                           |
| 3          | Early supersonic (1953–60): MiG-19, F-100, F-8.                                                                    | 1960 to 1970, fighter-bombers : F-4, F-5, MiG-23, Mirage F1                                          | BVR missiles : F-100, F-102, F-104, F-105, F-106, F-4, MiG-17, MiG-21 | ~1960-70. multi-role : MiG-23, F-4, Mirage III                                               |
| 4          | Supersonic (limited purpose) (1955–70): F-104, MiG-21, Mirage III                                                  | 1970 to 1990 : maneuverability : F-14, F-15, F-16, F-18, MiG-29, Su-27, Panavia Tornado, Mirage 2000 | look-down/shoot-down : F-15, F-16, Mirage 2000, MiG-29                | 1970-~90. Swing-role : MiG-29, Su-27, F/A-18, F-15, F-16, Mirage 2000                        |
| 4+         | - | - | sensor fusion : Eurofighter Typhoon, Su-30, F/A-18E/F                 | -                                                                                            |
| 4.5        | - | 1990 to 2000, enhanced : F/A-18E/F, Su-30, Su-35, Eurofighter Typhoon, Saab Gripen, Dassault Rafale  | -                                                                     | ~1990-~2000 multirole : F/A-18E/F, F-15SE, Eurofighter Typhoon, Saab Gripen, Dassault Rafale |
| 4++        | - | - | EASA : Su-35, F-15SE, Dassault Rafale                                 | -                                                                                            |
| 5          | Supersonic (multirole) (1958–80): F-105, F-4, MiG-21, Mirage III, F-5, MiG-23, Mirage F1                           | 2000- : F-22, F-35                                                                                   | stealth : F-22, F-35                                                  | 2005- stealth : F-22, F-35, J-20, J-31, PAK FA                                               |
| 6          | Supersonic multirole, high efficiency (1974-): F-14, F-15, F-16, F-18, Mirage 2000, Panavia Tornado, MiG-29, Su-27 | - | proposed                                                              | -                                                                                            |

Le tableau suivant répertorie les avions qui ont été classés dans plusieurs générations.
| aircraft            | introduction | Hallion | Aerospaceweb | AF Mag. | AP Dev. Centre |
| ------------------- | ------------ | ------- | ------------ | ------- | -------------- |
| Me 262              | 1944         | 1       | 1            | 1       | -              |
| P-80                | 1945         | 1       | -            | 1       | -              |
| F-86                | 1949         | 2       | 1            | 2       | 1              |
| MiG-15              | 1949         | 2       | 1            | 2       | 1              |
| MiG-17              | 1952         | 2       | -            | 3       | 1              |
| F-100               | 1954         | 3       | -            | 3       | -              |
| MiG-19              | 1955         | 3       | 2            | -       | 2              |
| F-102               | 1956         | -       | 2            | 3       | -              |
| F-8                 | 1957         | 3       | 2            | -       | -              |
| F-104               | 1958         | 4       | 2            | 3       | 2              |
| F-105               | 1958         | 5       | 2            | 3       | -              |
| F-106               | 1959         | -       | 2            | 3       | -              |
| MiG-21              | 1959         | 4, 5    | 2            | 3       | 2              |
| F-4                 | 1960         | 5       | 3            | 3       | 3              |
| Mirage III          | 1961         | 4, 5    | 2            | -       | 3              |
| F-5                 | 1962         | 5       | 3            | -       | 2              |
| MiG-23              | 1970         | 5       | 3            | -       | 3              |
| Mirage F1           | 1973         | 5       | 3            | -       | -              |
| F-14                | 1974         | 6       | 4            | -       | -              |
| F-15                | 1976         | 6       | 4            | 4       | 4              |
| F-16                | 1978         | 6       | 4            | 4       | 4              |
| Panavia Tornado     | 1979         | 6       | 4            | -       | -              |
| Mirage 2000         | 1982         | 6       | 4            | 4       | 4              |
| F-18                | 1983         | 6       | 4            | -       | 4              |
| MiG-29              | 1983         | 6       | 4            | 4       | 4              |
| Su-27               | 1985         | 6       | 4            | -       | 4              |
| Su-30               | 1996         | -       | 4.5          | 4+      | -              |
| Saab Gripen         | 1997         | -       | 4.5          | -       | 4.5            |
| F/A-18E/F           | 1999         | -       | 4.5          | 4+      | 4.5            |
| Dassault Rafale     | 2001         | -       | 4.5          | 4++     | 4.5            |
| Eurofighter Typhoon | 2003         | -       | 4.5          | 4+      | 4.5            |
| F-22                | 2005         | -       | 5            | 5       | 5              |
| Su-35               | 2012         | -       | 4.5          | 4++     | -              |
| F-35                | 2015         | -       | 5            | 5       | 5              |
| F-15SE              | -            | -       | -            | 4++     | 4.5            |